# ArianeGroup
ArianeGroup (anteriormente Airbus Safran Launchers), es una empresa conjunta creada en 2015 por la empresa aeroespacial europea Airbus y el grupo francés Safran. Está presente en tres sectores de negocios: aeroespacial (sistemas y equipos de propulsión orbital), defensa y seguridad, y tiene como objetivo principal el desarrollo y la posterior producción del cohete Ariane 6 y Ariane Next, además de ser el fabricante del misil de alcance intercontinental SLBM francés M51.

## Historia
La formación de ArianeGroup está estrechamente relacionada con el desarrollo del lanzador de cargas pesadas Ariane 6 durante la década de 2010, así como con los intereses alineados de fabricación espacial de dos empresas aeroespaciales europeas, Airbus y Safran. Durante junio de 2014, Airbus y Safran presentaron a la Agencia Espacial Europea (ESA) su propuesta para el programa Ariane 6, la creación de una empresa conjunta al 50/50 para desarrollar el cohete, lo que implicaría comprar la participación del gobierno francés (a través del CNES) en Arianespace.
La empresa se estableció el 1 de enero de 2015, con sede en Issy-les-Moulineaux, cerca de París. En el momento de la formación, los principales emplazamientos de ArianeGroup eran:
- En Francia: Issy-les-Moulineaux, Saint-Médard-en-Jalles, Kourou (centro espacial), Vernon, Le Haillan y Les Mureaux.
- En Alemania: Lampoldshausen, Bremen y Ottobrunn.

Durante 2016, el CEO de la compañía era Alain Charmeau y el presidente de la Junta era Marc Ventre.
La reorganización de una parte importante de la industria espacial europea, lo cual condujo a la creación de ArianeGroup, generó controversia y un minucioso escrutinio. El periódico francés La Tribune publicó un artículo mordaz, cuestionando si Airbus podría cumplir con los costes prometidos para su propuesta de Ariane 6, y si se podía confiar en Airbus y Safran Group cuando se descubrió que eran responsables de un fallo del vuelo 517 de Ariane 5 en 2002 y del fracaso del misil balístico M51 en 2013. Las empresas también fueron criticadas por no estar dispuestas a incurrir en riesgos de desarrollo y por pedir una financiación inicial superior a la prevista originalmente: 2.600 millones de euros en vez de 2.300 millones de euros. Los precios de lanzamiento, estimados en 85 millones de euros para Ariane 6.1 y en 69 millones de euros para Ariane 6.2, no eran favorablemente comparables con los ofrecidos por SpaceX. El gobierno francés realizó una revisión, centrándose en los asuntos fiscales de la empresa, mientras que la Comisión Europea llevó a cabo su propia investigación sobre un posible conflicto de intereses si Airbus, que también es un activo fabricante de satélites, se colocase en posición de contratar lanzamientos con lanzadores fabricados por sí mismo.

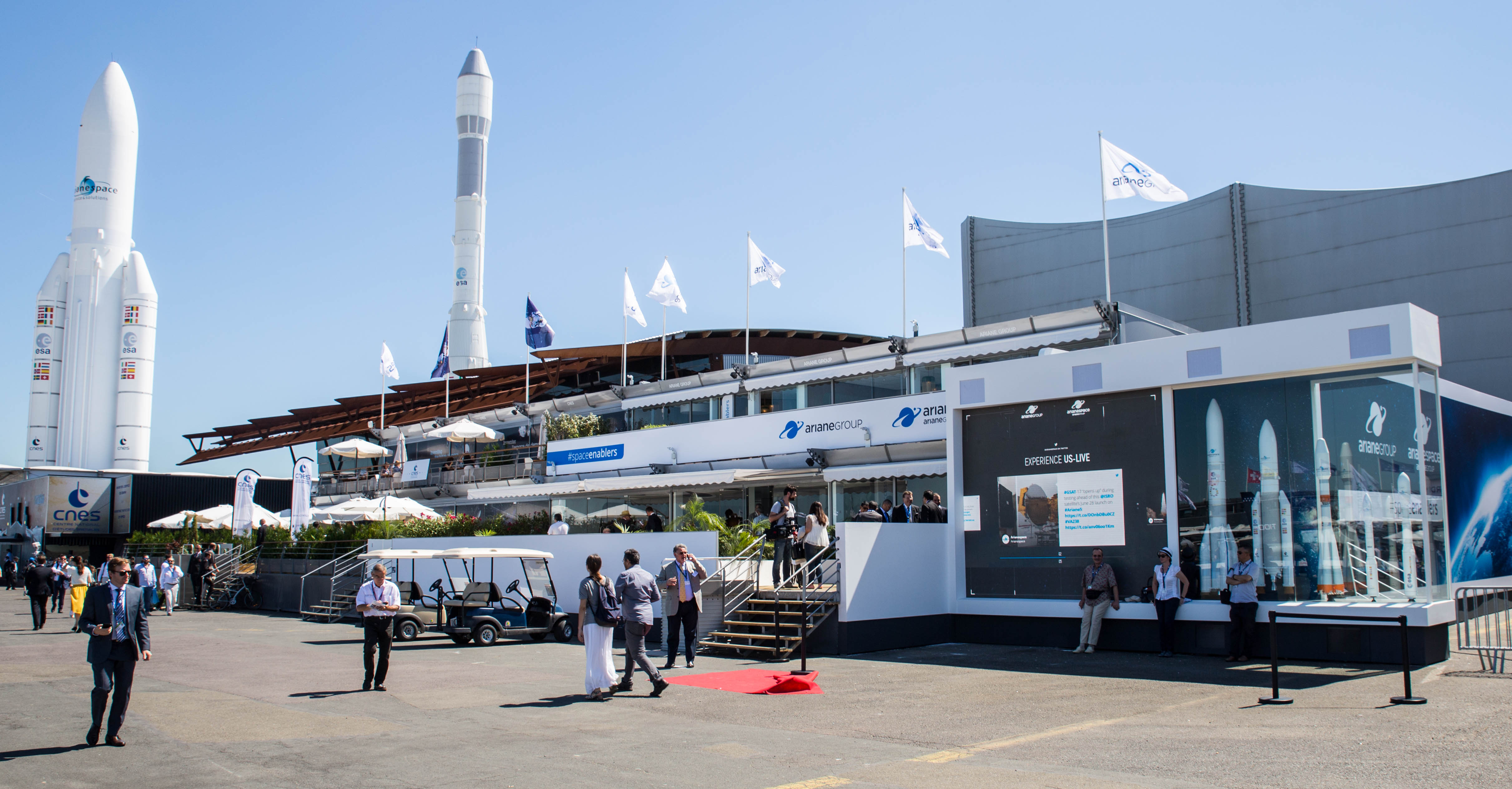
El stand de ArianeGroup en el Salón Internacional de la Aeronáutica y el Espacio de París-Le Bourget en 2017.

A fecha de 2018, Alain Charmeau permanecía como presidente de ArianeGroup, y el grupo producía tres cohetes existentes: el Ariane 5, el Vega, y una versión europea del Soyuz 2 ruso, mientras se seguía con el desarrollo del Ariane 6 y se construía una nueva plataforma de lanzamiento en el Centro Espacial de Guayana.
Para febrero de 2019, ArianeGroup y la agencia espacial francesa CNES comenzaron a trabajar en una nueva "plataforma de aceleración" llamada ArianeWorks para desarrollar nuevos lanzadores, incluidos los reutilizables, uniendo equipos de ambas organizaciones trabajando "bajo el mismo techo". La operación conjunta era para tener un entorno de trabajo más flexible que en los proyectos tradicionales de Ariane, y tenía la intención explícita de abrirse a "nuevos actores y a nivel internacional".
Para septiembre de 2019, se esperaban pronto los resultados de dos demostradores de bajo coste y se proyectó un demostrador de vuelo más robusto llamado Themis que algún día haría uso de algunas partes de los demostradores anteriores y emplearía un mayor motor cohete reutilizable, el Prometheus. El prototipo de Themis debía ser construido por una empresa de prototipado de París: MyCTO.
En diciembre de 2020 la Agencia Espacial Europea contrató a ArianeGroup para construir el demostrador de etapa de cohete reutilizable Themis y proporcionó 33 millones de euros iniciales para la primera fase de desarrollo. El objetivo del programa es poder demostrar a los gobiernos europeos para 2022 una gama de tecnologías necesarias para satisfacer las necesidades europeas de tecnología de cohetes reutilizables, de modo que se puedan desarrollar opciones competitivas de lanzadores en Europa para competir en el mercado global de lanzamientos en la década de 2030.

## Productos

### Vehículos lanzadores orbitales

Ariane 62 (izquierda) y Ariane 64 (derecha), en desarrollo por ArianeGroup.

La subsidiaria de ArianeGroup, Arianespace, opera y comercializa servicios de lanzamientos comerciales para la familia de cohetes Ariane, un sistema de lanzamiento desechable que se utiliza para entregar cargas útiles en órbita de transferencia geoestacionaria (GTO) o en órbita terrestre baja (LEO). Según Arianespace, en el momento de su creación en 1980, era la primera empresa de servicios de lanzamiento del mundo. A principios de 1986, el Ariane 1, junto con sus derivados Ariane 2 y Ariane 3, se había convertido en el lanzador dominante en el mercado mundial. Desde entonces, Arianespace ha introducido con éxito los lanzadores mejorados Ariane 4 y Ariane 5.
Además del lanzador de carga pesada Ariane, Arianespace también tiene una cartera de vehículos de lanzamiento más pequeños, incluido el Soyuz 2 europeizado como alternativa de carga media, y el Vega de combustible sólido para cargas útiles más ligeras. Arianespace utiliza el Centro Espacial de Guayana en la Guayana Francesa como su principal sitio de lanzamiento.
Si bien Arianespace se encarga de la operación del Ariane 5, es su matriz ArianeGroup el contratista principal de la fabricación de este lanzador. También ha sido responsable de las mejoras y el desarrollo adicional de la plataforma; un proyecto, conocido como Ariane 5 ME (Mid-life Evolution) estuvo en marcha hasta finales de 2014, momento en el que la ESA detuvo la financiación del desarrollo para priorizar el trabajo en el lanzador Ariane 6 de nueva generación.
El 12 de agosto de 2015, la Agencia Espacial Europea (ESA) nombró a Airbus Safran Launchers como contratista principal del nuevo desarrollo del Ariane 6. Entre otros factores, la ESA estaba interesada en maximizar los posibles puntos en común entre los lanzadores Ariane 6 y Vega. Durante enero de 2016, se finalizó el diseño básico, avanzando el trabajo a las fases de diseño detallado y producción. El 6 de mayo de 2019, Arianespace contrató el primer lote de producción de 14 lanzadores Ariane 6, los cuales estaban destinados a misiones a realizar entre 2021 y 2023.
ArianeGroup también está desarrollando Ariane Next, un lanzador parcialmente reutilizable que debería suceder a Ariane 6 a partir de la década de 2030. El objetivo de este lanzador reutilizable es reducir a la mitad los costes de lanzamiento.

#### MaiaSpace
En 2021 se fundó una filial de ArianeGroup llamada MaiaSpace con el objetivo de crear un pequeño vehículo de lanzamiento reutilizable a partir de 2026. Se prevé que dicho vehículo, llamado Maia, sea capaz de llevar cargas útiles de 500 kg a una órbita heliosíncrona utilizando motores Prometheus. El diseño del cohete es similar al cohete reutilizable Falcon 9 de SpaceX, y de manera similar, Maia usará patas de aterrizaje para aterrizar en una plataforma de aterrizaje flotante o en una plataforma de aterrizaje en tierra. El cohete Maia se lanzará desde el puerto espacial de Kourou en la Guayana Francesa.

### Misiles
ArianeGroup es el contratista principal del M51, un misil balístico lanzado desde submarino (SLBM) operado por la Marina Nacional francesa, siendo responsable del desarrollo, fabricación, soporte del sistema y eliminación de los misiles al final de su vida útil, además de entregar tanto la infraestructura operativa terrestre como los sistemas de mando y control a bordo de los submarinos. Durante mayo de 2016, Airbus y Safran anunciaron un acuerdo para que ArianeGroup realizara trabajos de modificación para actualizar el M51 al estándar M51.3.
Durante enero de 2019, se anunció que ArianeGroup estaba desarrollando un vehículo de planeo hipersónico en el marco del proyecto V-Max. Prevista para 2021, su entrega convertiría a Francia en la segunda nación europea en desarrollar sus propias armas hipersónicas, después de Rusia.

### Sistemas de propulsión orbital
El Centro de Propulsión Orbital, una división de ArianeGroup, está ubicado en Lampoldshausen, Alemania. Dicha instalación es el centro europeo de excelencia en propulsión de naves espaciales. Este centro suministra sistemas completos de propulsión, subsistemas y componentes para satélites, naves espaciales orbitales, naves espaciales interplanetarias, vehículos de reentrada, misiones de reabastecimiento a la Estación Espacial Internacional y, actualmente, el Módulo de Servicio europeo de la nave Orión. La mayoría de los satélites y naves espaciales de la ESA incorporan propulsores u otros componentes producidos en Lampoldshausen.

### Motores de cohete
- Viking
- Vulcain
- HM7B
- Vinci